# گروو (اکلاهما)
گروو(به انگلیسی: Grove) شهری در ایالت اکلاهما کشور ایالات متحده آمریکا است که جمعیت آن در سرشماری سال ۲۰۱۰ میلادی، ۶٬۶۲۳ نفر بوده‌است.